# Himeji Central Park
Himeji Central Park (姫路セントラルパーク, Himeji Sentoraru Pāku) est un parc safari situé à Himeji, dans la préfecture de Hyōgo, au Japon. Le parc, ouvert depuis mars 1984 est le seul parc safari de la région du Kansai.
Le parc comporte également un parc d'attractions. Il est dirigé par Himeji Park Management (姫路パークマネジメント, Himeji Pāku Manejimento), une compagnie du groupe Kamori Kankō.

## Parc Safari
Le parc safari est divisé en plusieurs zones et section permettant de découvrir les animaux en liberté.
La première zone, elle-même divisée en sections se parcours en voiture. On peut y découvrir une section dédiée aux guépards, une autre au lions, aux tigres, puis aux herbivores comprenant des girafes de Somalie, des sitatungas, des tahrs de l'Himalaya, des moutons bleus, des hippopotames, des Bison d'Amérique du Nord, des zèbres et enfin une grande section dédiée aux rhinocéros blanc et aux éléphants de savane d'Afrique.
La seconde zone se parcours à pieds, on peut y découvrir, une mini ferme, un parc à kangourous, des volières, la montagne des singes, et quelques autres animaux.

## Le parc d'attractions

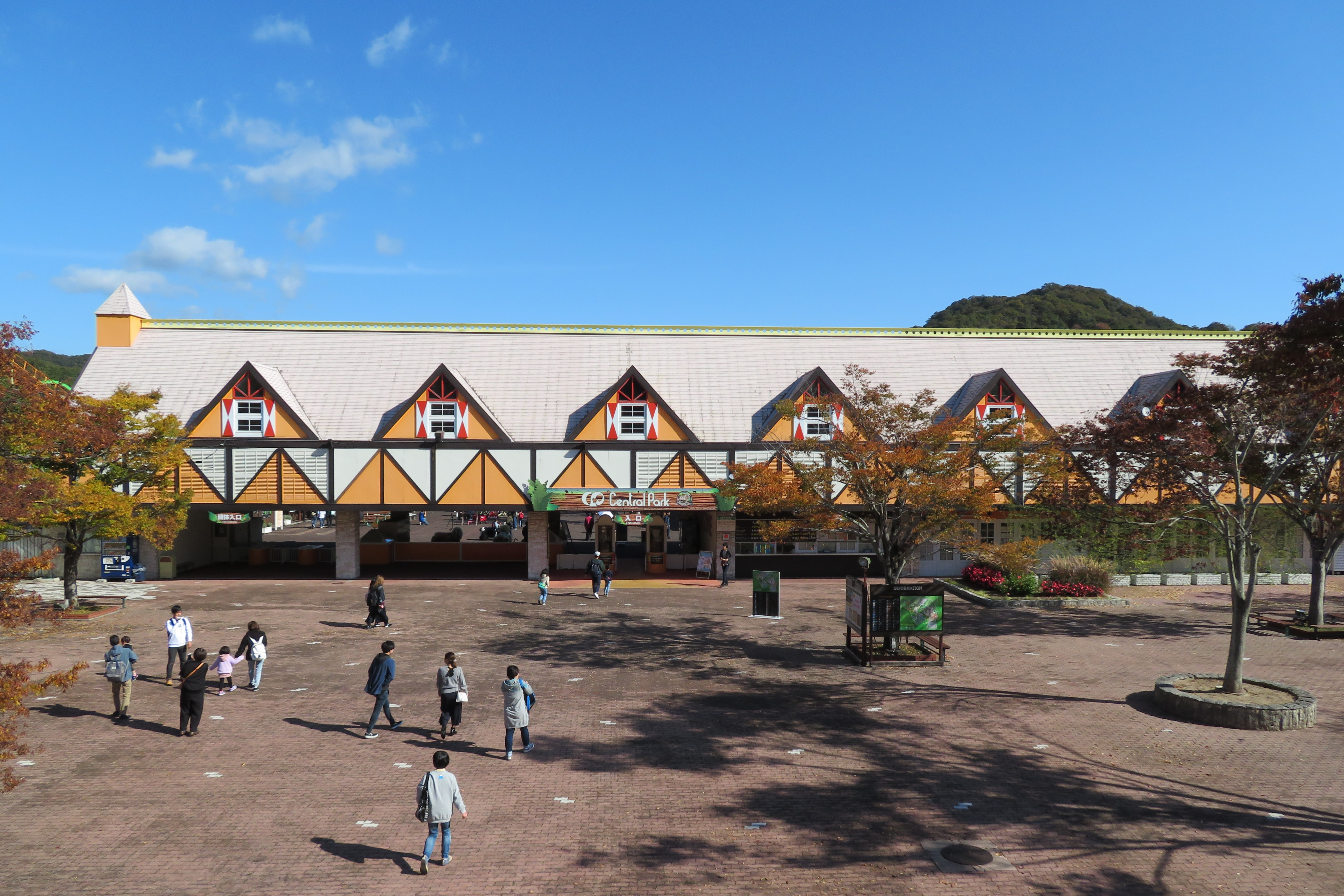
Entrée du parc

### Montagnes russes

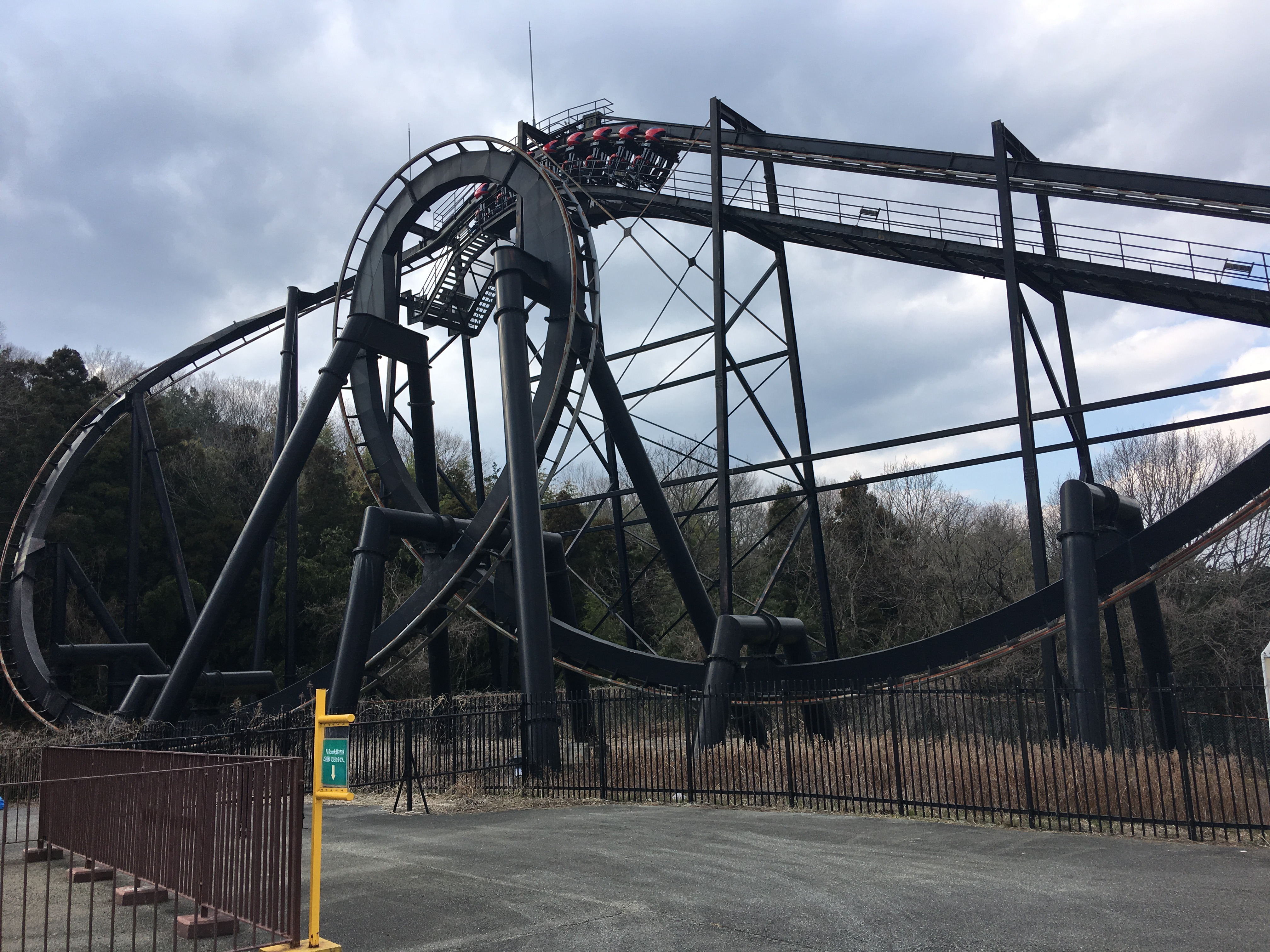
Diavlo

| Nom de l'attraction              | Type                             | Constructeur              | Année d'ouverture |
| -------------------------------- | -------------------------------- | ------------------------- | ----------------- |
| Diavlo                           | Montagnes russes inversées       | Bolliger & Mabillard      | 1994              |
| Hurricane - Screw & Loop Coaster | Montagnes russes en métal        | Togo                      | 2007              |
| Imorinth                         | Montagnes russes en métal junior | Pinfari                   | 1998              |
| Jet Coaster                      | Montagnes russes en métal        | Meisho Amusement Machines | 1984              |
| Labyrinth                        | Montagnes russes en métal        | Meisho Amusement Machines | 1993              |

- Diavlo

### Autres
- Free Fall - Tour de chute
- Giant Peter - Grande roue
- Diablo
- Buster Bomb
- Aquaria : piscine, uniquement durant la saison estivale
- Ice Park : patinoire, uniquement durant la saison hivernale